# Jaime Harrison
Jaime R. Harrison (Orangeburg, 05 de fevereiro de 1976) é um político americano, que serviu como presidente do Comitê Nacional Democrata de 2021 a 2025. Foi também o presidente do Partido Democrata no estado da Carolina do Sul entre 2013 e 2017. 